# Alchemilla helvetica
Alchemilla helvetica é uma espécie de rosácea do gênero Alchemilla, pertencente à família Rosaceae.